# Agatoclea
Per la regent del Regne Indogrec, vegeu Agatoclea de Bactriana
Agatoclea (en llatí Agathoclea, en grec antic Ἀγαθόκλεια) fou l'amant del rei egipci Ptolemeu IV Filopàtor (221 aC-204 aC) i germana del seu ministre Agàtocles.
Eren fills de l'ambiciosa Oenante que els va presentar al rei. Agàtocles i la seva germana exerciren sobre el rei força influència, fins al punt que Ptolemeu va fer matar la seva dona i germana Arsínoe III Eurídice i llavors Agatoclea es va convertir en l'amistançada preferida del rei.
A la mort del rei el 205 aC Agàtocles, Agatoclea i els seus còmplices van amagar la notícia per tenir temps d'apoderar-se del tresor reial i van conspirar per col·locar a Agàtocles al tron, però amb col·laboració amb Sosibi, tutor del jove Ptolemeu V Epífanes van decidir de col·locar aquest al tron l'any 204 aC, i el nou rei va quedar sota la tutela d'Agatoclea.
Aviat els macedonis i egipcis d'Alexandria es van revoltar sota la direcció de Tlepòlem. Una nit, els rebels van rodejar el palau reial, fins que van aconseguir entrar. Agàtocles i Agatoclea van implorar per les seves vides però en debades. Agàtocles va ser mort pels seus propis companys per evitar-li una mort més cruel, i Agatoclea, junt amb les seves germanes i la mare, es van refugiar a un temple, però les turbes les van matar. Tots els que havien tingut alguna part en la mort d'Eurídice van ser executats, segons diuen Polibi, Justí, Ateneu de Nàucratis i Plutarc.
Una altra Agatoclea, nascuda a Acarnània, que era filla d'Aristòmenes, també va tenir molt de poder a Egipte en un altre moment.